# The Green Terror
The Green Terror è un film muto del 1919 diretto da W.P. Kellino.

## Trama
Un detective americano salva un'ereditiera da un dottore che mira a distruggere la produzione di grano mondiale.

## Produzione
Il film fu prodotto dalla Gaumont British Picture Corporation.

## Distribuzione
Distribuito dalla Gaumont British Distributors, il film uscì nelle sale cinematografiche britanniche nel luglio 1919.